# Katapanaat Italië

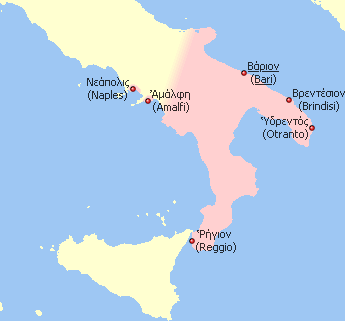
Katapanaat van Italië

Het katapanaat Italië was een provincie van het Byzantijnse Rijk. Het bestond uit het vasteland van Italië ten zuiden van de lijn Monte Gargano - Golf van Salerno. Amalfi en Napels, ten noorden daarvan, behoorden er ook toe.
In 871 heroverden de Byzantijnen de stad Bari, de hoofdstad van het emiraat Bari op de Saracenen. Ze stichtten er de Thema Langobardia Minor met twee strategoi aan het bewind. Een van hen had als hoofdplaats Bari. 
In 999 werd de strategos van Bari bevorderd tot Katapanos, of Patricius van Italië.
Vanaf 1017 had het Katapanaat te kampen met Noormannen, die als huurling van Lombardische steden in Apulië optraden. Vanaf 1030 kregen de Noormannen vaste voet aan de grond en begonnen met de verovering van Zuid-Italië. In 1040 was het grootste deel van Apulië verloren gegaan voor de Byzantijnen. In 1056 keerden zij nog eenmaal terug om Bari te belegeren.
De titel Katapanos van Apulië en Catania werd in 1166 kortstondig nieuw leven ingeblazen voor Gilbert, graaf van Gravina, neef van Margaretha van Navarra. In 1167 verdreef hij de Duitse troepen uit Campania en dwong hij Frederik Barbarossa het beleg van Ancona op te geven.

## Katapanen van Italië
- 999 – 1006 Gregorius Tarchaneiotes
- 1006 – 1008 Alexios Xiphias
- 1008 – 1010 Ioannes Curcuas
- 1010 – 1016 Basilios Mesardonites
- 1017 Leo Tornikios Kontoleon
- 1017 – 1027 Basilios Boioannes
- 1027 – 1029 Christophoros Burgaris
- 1029 – 1031 Pothos Argyrus
- 1031 – 1033 Michael Protospatharios
- 1033 – 1038 Constantinos Opos
- 1038 – 1039 Michael Spondyles
- 1039 – 1040 Nicephorus Doukeianos
- 1040 – 1041 Michael Doukeianos
- 1041 – 1042 Exaugustus Boioannes
- 1042 Synodianos
- 1042 Georgios Maniaces
- 1042 Pardos
- 1042 – 1045 Basilios Theodorocanus
- 1045 – 1046 Eustathios Palatinos
- 1046 – 1049 Ioannes Raphael
- 1051 – 1057 Argyrus
- 1060 – 1061 Miriarchos
- 1061 – 1062 Maruli
- 1062 – 1064 Sirianus
- 1067 – 1069 Mabrica